# Diocèse de Caguas
Le diocèse de Caguas (en latin : Dioecesis Caguana ; en espagnol : Diócesis de Caguas) est un diocèse de l'Église catholique de Porto Rico, suffragant de l'archidiocèse de San Juan de Puerto Rico.

## Territoire
Le diocèse s'étend à l'est de l'île de Porto Rico avec un territoire de 1 423 km2 divisé en 34 paroisses. Il comprend les communes de Caguas, Aguas Buenas, Aibonito Barranquitas, Cayey, Cidra, Comerío, Naranjito, Gurabo, Juncos, Las Piedras, Maunabo, San Lorenzo et Yabucoa. Le siège épiscopal est à Caguas où se trouve la cathédrale du Doux Nom de Jésus (en).

## Histoire
Le diocèse est créé le 4 novembre 1964 avec la bulle Quod munus du pape Paul VI en prenant sur le  territoire de l'archidiocèse de San Juan et du diocèse de Ponce,. Par la lettre apostolique Constat Christifideles du 12 novembre 1988, le pape Jean-Paul II confirme que la Vierge, invoquée sous le vocable de Mère de l'Église, est la patronne du diocèse. Le 11 mars 2008, le diocèse cède une partie de son territoire pour la création du diocèse de Fajardo-Humacao.

## Évêques
- Rafael Grovas Félix (1965-1981)[6]
- Enrique Manuel Hernández Rivera (1981-1998)
- Ruben Antonio González Medina, C.M.F (2000-2015) nommé évêque de Ponce
- Eusebio Ramos Morales, (2017- )